# Ложь, шпионы, чёртов твиттер
«Ложь, шпионы, чёртов твиттер» (англ. «Lies, Amplifiers, F**king Twitter») — восьмой эпизод седьмого сезона американского драматического телесериала «Родина», и 80-й во всём сериале. Премьера состоялась на канале Showtime 1 апреля 2018 года.

## Сюжет
Кэрри (Клэр Дэйнс) высаживает Фрэнни в школе и идёт в безопасное место, где Сол (Мэнди Патинкин) держит Данте (Морган Спектор). Кэрри пытается допросить Данте, но ей не удаётся сломить его. Когда Данте просит адвоката, у Кэрри появляется идея и она говорит Солу: «Будет ему адвокат». Пока это происходит, Фрэнни, всё ещё травмированную от событий прошлой ночи, из школы забирает Мэгги (Эми Харгривз). Когда Кэрри возвращается домой, Мэгги говорит, что обращение и пренебрежение Фрэнни со стороны Кэрри совершенно жестоко. Мэгги ставит ультиматум: Кэрри должно немедленно госпитализироваться, или Мэгги будет добиваться опеки над Фрэнни. Кэрри сначала спорит, но затем уходит и возвращается на место.
Сенатор Пэйли (Дилан Бейкер) давит на президента Кин (Элизабет Марвел), чтобы она ушла в отставку, из-за предстоящих показаний Симон Мартин (Сандрин Холт). Кин и Уэллингтон (Лайнус Роуч) решают опереться на Россию через их посла (Илья Баскин), угрожая тем, что показания Мартин будут считаться «враждебным актом» против США. Руководство России серьёзно относится к угрозе, и Евгению Громову (Коста Ронин) сообщают, что он должен предотвратить показания Мартин. Громов выслеживает дом, где держат Мартин, и его людям удаётся отвлечь охранников и сбежать с ней. Громов и Мартин обнимаются и целуются, когда они вновь вместе.
Появляется «адвокат» Данте — на самом деле человек, выдающий себя за адвоката, посланный Кэрри и Солом. Адвокат просит Данте подписать некоторые бумаги и уходит. Данте падает и показывает признаки сердечного приступа. Увидев чернила на руках, Данте понимает, что его отравили так же, как и Макклендона, и говорит Кэрри, что ответственность несут русские, при этом уличая Симон Мартин. Кэрри и Сол получают доказательства, которые они искали, а затем пытаются спасти Данте, дав ему противоядие. Сердце Данте временно останавливается, и его выживание остаётся под вопросом, что становится ещё более важным для Сола и Кэрри, когда они узнают, что Мартин сбежала, а это означает, Данте — их единственная связь с русскими.

## Производство
Режиссёром эпизода стал Такер Гейтс, а сценарий написали исполнительные продюсеры Патрик Харбинсон и Чип Йоханнссен.

## Реакция

### Реакция критиков
Эпизод получил рейтинг 86% на сайте Rotten Tomatoes на основе семи отзывов.
Брайан Таллерико из «New York Magazine» оценил на 5 звёзд из 5, написав: «Отличный эпизод „Родины“ на этой неделе усиливает вечную дилемму Кэрри Мэтисон — её личную жизнь против защиты её страны — предлагая захватывающий новый материал». Скотт фон Довяк из The A.V. Club дал эпизоду оценку «B-» из-за избытка сюжетных поворотов.

### Рейтинги
Во время оригинального показа эпизод посмотрели 1,28 миллиона зрителей.